# タンゲレ・ナイヤラボロ
タンゲレ・ナイヤラボロ（Taqele Naiyaravoro、1991年12月7日 - ）は、ナシオナル、RCナルボンヌに所属しているラグビー選手。

## プロフィール
- フィジー・シンガトカ出身[1]。
- ポジションはウィング(WTB)、センター(CTB)。
- 身長 195 cm、体重 125 kg
- 愛称はT[2]。
- オーストラリア代表キャップは2。（2022年8月現在）。

## 略歴
スバグラマースクール、ワラターズ、グラスゴー・ウォーリアーズを経て、2016年、パナソニック ワイルドナイツ(現・埼玉パナソニックワイルドナイツ)に加入。同年8月26日に行われたジャパンラグビートップリーグ第1節のヤマハ発動機ジュビロ戦に途中出場で日本での公式戦初出場を果たした。
2017年、パナソニック ワイルドナイツを退団後、翌2018年、イングランドのノーサンプトン・セインツに加入。
2022年、NECグリーンロケッツ東葛に加入。
2023年、NECグリーンロケッツ東葛退団後、フォースを経て、2024年、RCナルボンヌに加入。